# Denkmaltopographie
Eine Denkmaltopographie (in Österreich bis 2013 Kunsttopographie, seit 2018 Denkmaltopographie) stellt die Denkmale einer Region im Zusammenhang mit der geografischen Situation und der historischen Entwicklung des Beschreibungsgebiets dar. Von der Denkmalliste unterscheidet sie sich durch die deutlich ausführlichere Darstellung, die auch einleitende Gesamtdarstellungen umfassen kann. Der Übergang zum Denkmalinventar ist fließend, ausführliche Denkmaltopographien haben zum Teil den Umfang eines Kleininventars, während das Großinventar in der Regel deutlich detailliertere Beschreibungen der einzelnen Denkmalobjekte enthält und auch abgegangene Denkmale aufnimmt.

## Publikationsreihen
- Denkmaltopographie Bundesrepublik Deutschland
- Denkmaltopographie Siebenbürgen
- Österreichische Kunsttopographie (bis 2013)